# Goranboy (raion)
Pour les articles homonymes, voir Goranboy.
Goranboy est un raion d’Azerbaïdjan. Il intègre la partie nord-est de la région de Chahoumian, revendiquée par le Haut-Karabagh.

## Histoire
Le rayon de Goranboy a été créé en 1930 en tant qu'unité administrative indépendante.

## Économie
La partie fondamentale de son économie est la production agricole. Les principaux secteurs agricoles comprennent la culture de céréales et de coton. Au cours de l'ère soviétique, la région était surtout connue pour la station de sanatorium de Naftalan, bien que, sur le plan administratif, Naftalan compte techniquement comme une ville indépendante.

## Géographie
Il couvre une superficie de 1 731 kilomètres carrés.

## Population
La population du rayon est de 88 700 habitants.

## Culture

### Monuments historiques et architecturaux
- Un règlement de Goytepe, datant de l'âge du bronze au nord-est de Goranboy
- Un monument du XVIIIe siècle près du village de Khan Garvand;
- une tombe
- une forteresse (XIIIe siècle)
- une mosquée construite au XIXe siècle;
- une tombe des XVIIIe – XIXe siècles  dans le village de Rakhimli
- La forteresse Shatal, érigée au XIXe siècle
- La tombe de Mirza Adigozal bey, datant du XIXe siècle;
- Tombes médiévales dans le village de Kazanbulag;
- Un château du XIXe siècle dans le village de Kurektchay, forteresse Gulustan des XIIe – XVIIe siècles dans le village de Gulustan[1].

## Villes
Goranboy est la ville principale du rayon de Goranboy. 

### Dalimammadli
La ville de Dalimammadli joue un rôle important dans l'économie de la région de Goranboy. Dalimammadli est situé à 26 kilomètres au nord-ouest de Goranboy sur le 349e kilomètre du chemin de fer Bakou-Tbilissi. Dans la ville il y a des installations de nettoyage industriel, une usine de construction de machines, une usine de fertilisants, un centre de production de gypse et de grain, des services agro-industriels et agroalimentaires, une école de musique pour enfants, une école professionnelle, une bibliothèque électronique, un hôpital.

### Naftalan
Dans la ville de Naftalan, il y a plusieurs sanatoriums et pensions de famille. La principale richesse de Naftalan est l'huile de naphtaline. L'huile de naftalan, qui a des propriétés médicinales, est connue dans le monde entier comme un remède exceptionnel pour le traitement des maladies nerveuses, génétiques, urologiques et cutanées, ainsi que pour les maladies du foie et des articulations.

## Galerie

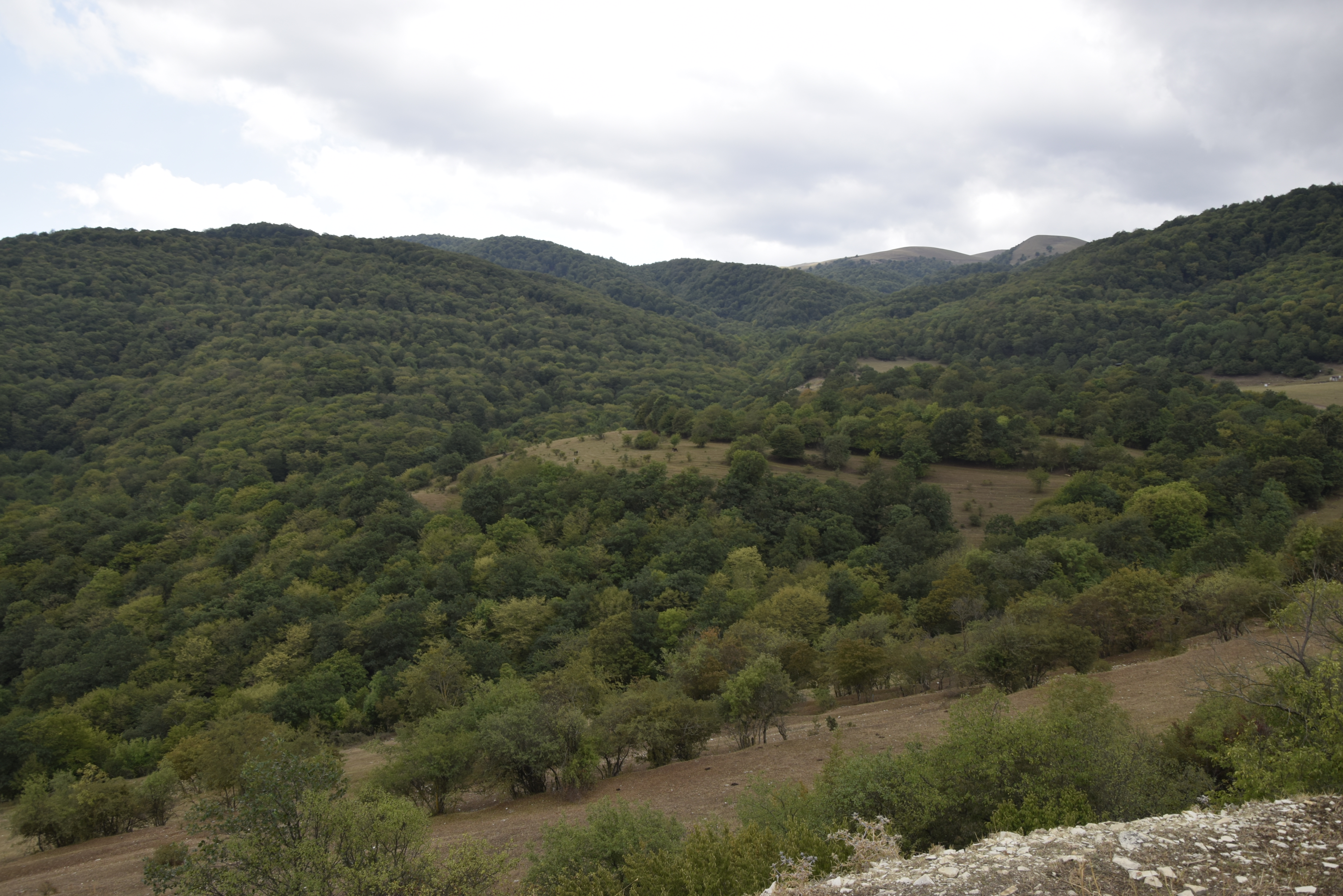
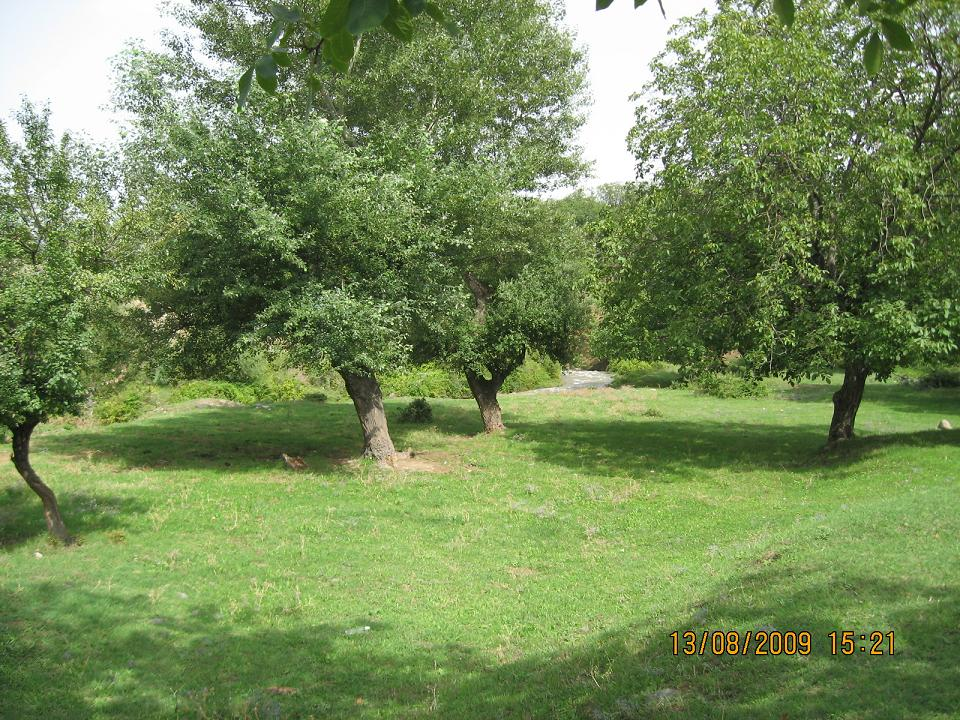
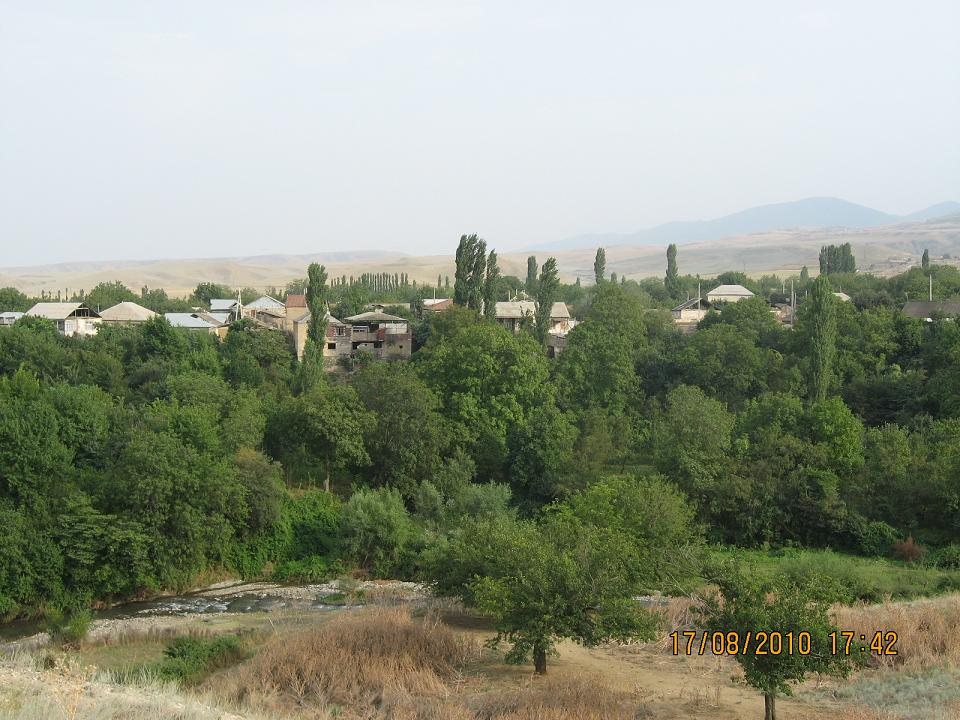
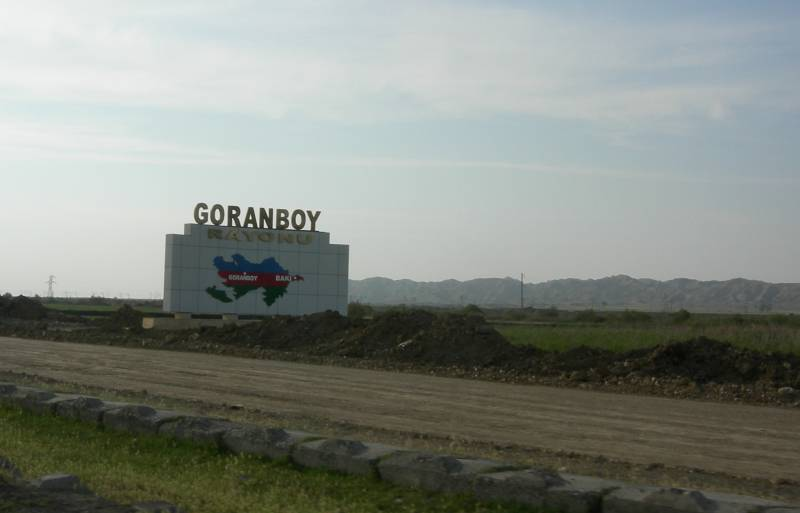
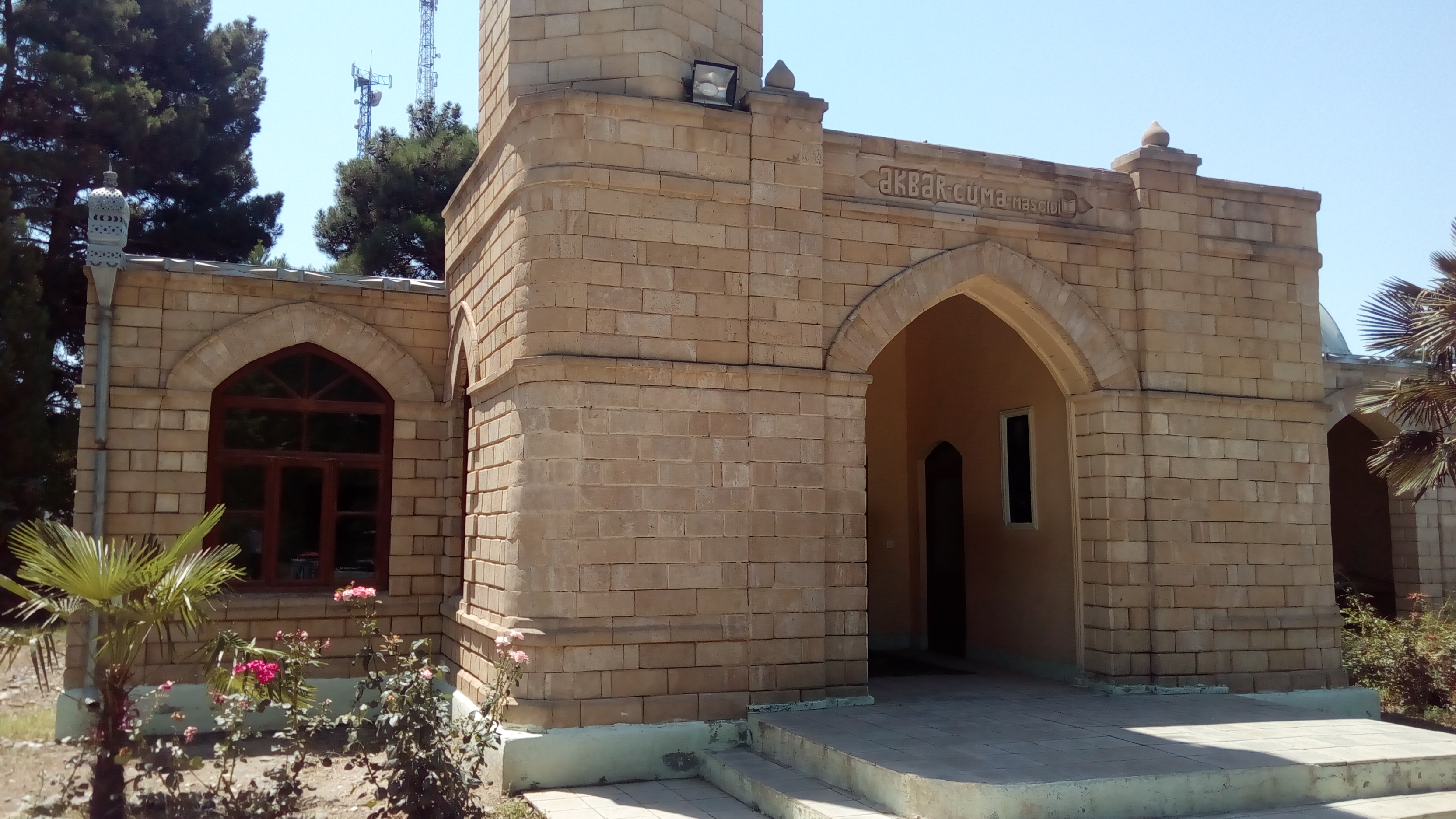
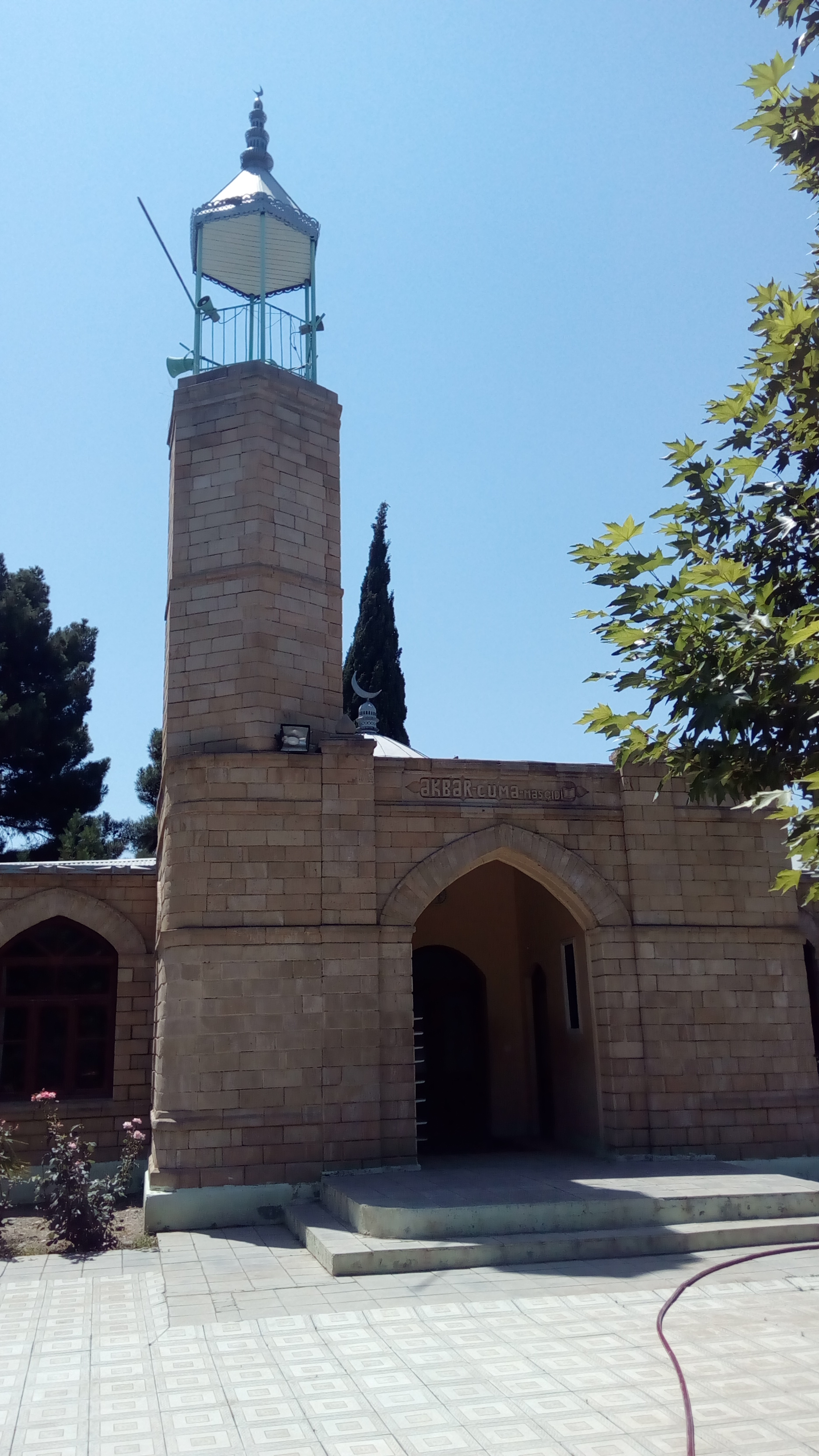